# Срђан Узелац
Срђан Узелац (Бриње, код Оточца, 2. децембар 1913 – Стубица, код Врбовског, 1. јул 1944), учесник Народноослободилачке борбе и народни херој Југославије.

## Биографија
Рођен је 2. децембра 1913. године у Брињу код Оточца, у богатој трговачкој породици. После основне школе, завршио је пет разреда гимназије, а онда су га родитељи послали у богословију, коју је учио у Цетињу и Сарајеву. Истоворемено, његов отац је почео да гради цркву у Брињу. Уместо да се образује за свештеника, млади Срђан се укључио у рад лево оријентисаних организација. Због тога је искључен са богословије. После тога се запослио као чиновник у Београду. После Априлског рата, који га је затекао у војсци, вратио се у родно место.
У свом селу придружио се припремама за оружани устанак. Јула 1941, отишао је, заједно с два брата, и наставио рад у околним селима, посебно се ангажујући на формирању партизанског логора, као првог облика организације устаничких снага у том крају. Тада је био изабран за команданта једног таквог логора на брду Панос. Убрзо је постао и члан Комунистичке партије Југославије. Учествовао је у нападу на Жуту Локву 26. августа 1941. године, а затим у одбијању напада усташа на логор на Паносу.
Када је у септембру 1941. године образован Котарски комитет КПХ за Бриње, Срђан је био изабран за члана комитета. На позив Марка Орешковића, члана Централног комитета КПЈ, дошао је на подручје Коренице. Тамо је с групом бораца из Шкара напао италијанске војнике на Погледалу код Коренице. У току октобра, група је уништила два воза на железничкој прузи код Капеле, напала италијанске снаге у Рапајину кланцу, на путу Оточац–Сењ.
Децембра 1941, Срђан је био постављен за командира новоформиране Брињске партизанске чете. У пролеће 1942. године, од чете је формиран Брињски батаљон „Љубица Геровац“, а Срђан постао његов командант. Овај батаљон је, у саставу Првог приморско-горанског партизанског одреда, у току лета 1942. заузео Криви Пут и Подубило, те допринео заузимању Модруша.
Када је у јесен 1942. године формирана Прва приморско-горанска бригада, Срђан је постао заменик команданта бригаде. Касније је вршио дужност команданта Пете оперативне зоне Хрватске, а затим се налазио на дужности у Осмој кордунашкој дивизији. Главни штаб НОВ и ПО Хрватске поставио га је, 30. марта 1944, за команданта Прве ударне бригаде Тринаесте приморско-горанске дивизије. Бригада је, под Срђановом командом, водила успешне борбе код Прокика, Бриња, Кривог Пута, Тужевића, Алана, на Капели, код Босиљева, Делница и Цриквенице.
Након што су Тринаеста приморско-горанска и Петнаеста словеначка дивизија НОВЈ заузеле Босиљево, Срђан је по задатку Штаба 13. приморско-горанске дивизије кренуо с два батаљона према Врбовском, због непријатељског напада на то место. У току покрета према Босиљеву, групу је, 1. јула 1944, изненада напао један усташки батаљон код Стубице, недалеко од Врбовског. У том је сукобу погинуо Срђан Узелац.
Указом Президијума Народне скупштине Федеративне Народне Републике Југославије, 5. јула 1951. године, проглашен је за народног хероја.